# Kletterboot (Sprengboot)
Das Kletterboot, auch Barchini saltatori genannt, war ein in Kleinstserie produziertes Sprengboot der königlich-italienischen Marine während des Ersten Weltkriegs. Es wurde im Juni 1917 von dem Ingenieur Attillo Bisio, dem Schöpfer der italienischen Schnellboote, dem italienischen Marinekommando vorgestellt. Durch blitzschnelle Trimmänderung im Heck und Bugbereich des Schiffes sollte es die Balkensperren der Kriegsschiffe der Österreichischen Marine im Hafen von Pola überwinden und die Schiffe dann mit Torpedos angreifen und versenken. Der Rückgriff auf Torpedos, statt der späteren konventionellen Sprengladung im Bug, war notwendig, da zu dieser Zeit keine geeigneten Motoren zur Verfügung standen, die hohe Angriffsgeschwindigkeiten ermöglicht hätten.

## Entwicklungsgeschichte
Die Idee zum Kletterboot entsprang 1916 dem italienischen Marineamt, um die Wirksamkeit kleiner und schneller operierender Kleinkampfverbände gegenüber größeren Marineeinheiten zu testen. Dazu war eigens das Sprengboot Revel konzipiert worden, dessen Prototyp sich jedoch als unbrauchbar erwiesen hatte und aufgegeben wurde. Die Erprobungstests des Prototyps des Kletterbootes erwiesen sich als erfolgreich, und bis Ende 1917 wurde von der Marineleitung vier Bauaufträge an das Marinearsenal Venedig vergeben. Die vier gelieferten Kletterboote enthielten die Bezeichnungen Grillo, Cavaletta, Locussta und  Pulce.
Sie sahen, im groben Betrachten, wie eine Mischung aus Motorboot und Raupenkettenfahrzeug aus. An beiden Seiten des Bootes verliefen Rollen, auf denen wiederum endlos Klammerketten auflagen, die mit 15 cm langen Greifern versehen und im Abstand von einem Meter angeordnet waren. Ein weiterer Test im Februar 1918 erwies, dass eine 5 Meter breite Holzsperre in 100 Sekunden überwunden werden konnte. Die Bewaffnung des Bootes bestand nicht aus Sprengstoff im Bugbereich des Bootes, sondern aus zwei 45-cm-Torpedos, von denen je einer an jeder Seite an einem Abwurfrahmen befestigt wurde. Die Besatzung bestand aus einem Offizier und 3 Mann. Um die Geheimhaltung des neuartigen Kampfkonzepts zu wahren, verfügte das Boot über eine Selbstzerstörungsanlage. Wegen der geringen Eigengeschwindigkeit des Bootes wurde es durch Schnellboote in das Zielgebiet geschleppt und wartete dort auf optimale Sicht- und Wetterbedingungen.

## Einsätze
Von Venedig aus sollten die in Pola liegenden österreichischen Schiffe angegriffen und versenkt werden. Die italienische Marineleitung hatte hierfür einen einzigen präzisen Schlag geplant. Es wurden jedoch wegen Unpässlichkeiten fünf, von denen alle mit Misserfolg beschieden waren. Der erste dieser Angriffe erfolgte in der Nacht vom 8. auf den 9. April 1918, und alle vier Kletterboote waren daran beteiligt. Enormer Zeitverlust, durch die Unerfahrenheit der Schleppcrew verursacht, führte zu einer derartigen Verzögerung, dass der Angriff abgebrochen werden musste. Am 12. April 1918 erfolgte der zweite Versuch mit den Booten Cavaletta und Pulce, aber aufgrund eines Navigationsfehlers wurden die Boote von den Schleppern zu früh gelöst und verirrten sich in der Folge in einem Seeminengebiet. Da eine sichere Rückkehr nicht möglich war und die Boote entdeckt zu werden drohten, entschieden sich die beiden Bootsführer zur Selbstversenkung ihrer Boote.
Am 6. Mai 1918 lief das Kletterboot Grillo, von einem Schnellboot gezogen, Richtung Pola aus. Die Locussta war zu dieser Zeit wartungsbedingt nicht einsatzfähig. Der Angriff musste jedoch wegen ungünstiger Wetterbedingungen abgebrochen werden. Das Gleiche geschah bei einem weiteren Vorstoß am 9. Mai 1918 mit demselben Boot. Der nächste, am 11. Mai 1918 durchgeführte, Angriff desselben Boots scheiterte durch einen spät bemerkten Defekt an einem Torpedoabwurfrahmen.
Am 13. Mai 1918 schien der Angriff nun endlich zu gelingen. Von einem MAS-Schnellboot in die Nähe von Pola gebracht, überwand die Grillo unbemerkt in Schleichfahrt zwei Balkensperren vor Pola sowie eine Netzsperre und näherte sich ihren Zielen. Dann aber wurde das langsam fahrende Boot von den Wachen der österreichischen Schiffe gesichtet. Im Scheinwerferlicht der Kriegsschiffe wurde die Grillo massiv unter Feuer genommen. Der Kommandant konnte im Kugelhagel die Torpedos auch nicht blind losmachen und somit einen Glückstreffer erzielen. Erstaunlicherweise wurden die beiden Torpedos durch den Beschuss nicht zur Explosion gebracht. Um sein Boot nicht in Feindeshand fallen zu lassen, entschloss sich der Kommandant zur Selbstversenkung, was ihm auch gelang. Beschleunigt wurde der Untergang der Grillo noch durch einen Artillerievolltreffer. Alle vier Besatzungsmitglieder gerieten anschließend in Kriegsgefangenschaft.
Anfang November 1918 sollte das letzte noch verbliebene Kletterboot, die Locussta, die im Hafen von Fiume ankernden Schiffe angreifen, doch wurde das Unternehmen aufgrund des Kriegsendes am 11. November 1918 nicht mehr durchgeführt. Das Boot wurde 1921 abgewrackt.